# دلالة لغوية وضعية
الدلالة اللغوية الوضعية هي كون اللفظ بحيث متى أطلق أو تخيل فهم منه معناه، للعلم بوضعه. وهي المنقسمة إلى المطابقة، والتضمن، والالتزام؛ لأن اللفظ الدال بالوضع يدل على تمام ما وضع له بالمطابقة، وعلى جزئه بالتضمن، وعلى ما يلزمه في الذهن بالالتزام، كالإنسان فإنه يدل على تمام الحيوان الناطق بالمطابقة، وعلى جزئه بالتضمن، وعلى قابل العلم بالالتزام.